# Leonardo Baran
Leonardo Baran (1971) é um jornalista esportivo, repórter e apresentador de TV brasileiro, conhecido por seus trabalhos nas mídias da TV Esporte Interativo e na rádio Transamérica Rio.
Desde 2021 ele é o “Delegado da ABRACE (Associação Brasileira de Cronistas Esportivos)” para o Estado do Rio de Janeiro.
É torcedor declarado do Vasco da Gama.

## Carreira
Começou sua carreira jornalística em 1995 na Rádio Globo. Passou também pelas Rádios Nacional, Transamérica ,  Record de São Paulo e realizou diversas coberturas internacionais pra Radio Itatiaia. Na década de 2000, trabalhou na rádio Transamérica do Rio de Janeiro, que tinha uma proposta diferente de cobertura de futebol: juntar humor como foco da comunicação, ao lado do esporte. Foi essa abordagem que ele levou para os canais Esporte Interativo, em 2007, onde sempre trazia tiradas de humor à programação.  
Além de fazer parte do casting da TV Esporte Interativo, trabalhou como correspondente de diversas rádios do Brasil.
Leonardo Baran já cobriu 5 Copas do Mundo FIFA, 4 mundiais de clubes FIFA , 3 Copas das Confederações FIFA, 7 Copas América, 3 Olimpíadas, 2 Jogos Pan-Americanos, 3 Copas do Mundo de Futebol de Areia, 3 Copas do Mundo de Futsal da FIFA.
Esteve presente em três finais de Champions League, em Paris istanbul e Londres
Cobrindo futebol pelo mundo, ele já foi em 43 países, participando de coberturas esportivas.
Ele cobriu a Seleção Brasileira de Futsal na Copa do Mundo da Tailândia, em 2012, quando o Brasil se tornou campeão, e na Copa do Mundo da Lituânia, em 2021 e na copa do mundo do Uzbequistão, aonde o Brasil também foi campão do mundo.
Em 2018, foi contratado pela Band Rio para fazer parte do casting do programa Os Donos da Bola - Rio.
No período de 2018 a 2022, ele foi o único jornalista que esteve em todos os jogos da Seleção Brasileira após a Copa do Mundo de 2018.
Atualmente mora na Europa, e atua como correspondente para rádios, TVs, aplicativos, blogs, redes sociais levando notícias do futebol Europeu para o Brasil. Frequenta estádios e prioriza a cobertura das delegações brasileiras, como futebol (masculino e feminino) e futsal (masculino e feminino).

### Filmografia
Televisão
| Ano          | Emissora de TV        | Programa               | Cargo/Papel                            | Ref.   |
| ------------ | --------------------- | ---------------------- | -------------------------------------- | ------ |
| 2010 - 2015  | TV Esporte Interativo | Jogando em Casa        | Apresentador                           | [ 10 ] |
| 2015 - 2018  | TV Esporte Interativo | Conexão EI             | Apresentador                           | [ 10 ] |
| 2018 - 2019  | Band Rio              | Os Donos da Bola - Rio | Comentarista                           | [ 8 ]  |
| 2019 - atual | Band Rio              | Os Donos da Bola - Rio | Repórter de campo - Seleção Brasileira | [ 11 ] |

## Controvérsias e Polêmicas
Em 2014, Baran não viu que estava escalado para comentar o jogo Juventus x Benfica, pela semifinal da Liga Europa na TV Esporte Interativo, e faltou ao expediente.
Também em 2014, enquanto cobria a Seleção brasileira, Baran fez uma pergunta ao jogador Hulk que causou polêmica por soar preconceituosa aos nordestinos. Ele perguntou ao atleta o motivo dos nordestinos serem engraçados para o restante do País. "Não fazemos graça para ninguém", rebateu o atacante. No dia seguinte ele postou um pedido desculpas na página dele no Facebook, dizendo que errou no tom da pergunta.
Em 2020, durante o período de restrições impostas pela pandemia de COVID-19, Baran fez uma postagem em suas redes sociais dizendo que iria a uma festa organizada pelo Neymar. e ironizou quem não foi convidado. Após receber criticas, ele voltou as redes e explicou: “Turma boa e amiga. Tem gente que ainda acredita que eu teria sido convidado e participado de uma festa do Neymar, que sequer aconteceu (ou que ao menos, lá, o craque não estava). Eu não tenho a menor intimidade para ser convidado pelo Neymar, para ir a uma festa organizada por ele. A postagem anunciando que eu estava pegando a pulseirinha, foi feita exatamente na hora em que eu estava no ar. Sei que as pessoas que há muito me acompanham, sabem que gosto de levar entretenimento de maneira leve, descontraída e com pitadas de humor. Outras preferem outro caminho, este post é pra este público”.

## Prêmios e Indicações
| Ano  | Prêmio                                       | Categoria                   | Resultado | Ref.   |
| ---- | -------------------------------------------- | --------------------------- | --------- | ------ |
| 2010 | Prêmio Papo de Mídia 2010                    | Jornalista Esportivo do Ano | Indicado  | [ 18 ] |
| 2010 | Prêmio Papo de Mídia 2010                    | Apresentador de TV Aberta   | Indicado  | [ 18 ] |
| 2011 | Prêmio Mídia Esporte de Jornalismo Esportivo | Apresentador de TV Aberta   | Finalista | [ 19 ] |